# Digoin
Digoin là một xã ở tỉnh Saône-et-Loire, Pháp. Đoạn cắt nhau của Canal du Centre và Canal latéral à la Loire nằm gần Digoin.
Sông Bourbince chảy vào Arroux ở Digoin.

## Liên kết ngoài

Coat of Arms of Digoin